# Якушевская (Тарногский район)
Якушевская — деревня в Тарногском районе Вологодской области.
Входит в состав Заборского сельского поселения, с точки зрения административно-территориального деления — в Заборский сельсовет.
Расстояние по автодороге до районного центра Тарногского Городка — 22 км, до центра муниципального образования Красного — 1,5 км. Ближайшие населённые пункты — Кротовская, Красное, Горяевская.
По переписи 2002 года население — 30 человек (14 мужчин, 16 женщин). Всё население — русские.